# Frank Rosenthal
(Martin Scorsese)
Frank Lawrence Rosenthal (Chicago, 12 giugno 1929 – Miami Beach, 13 ottobre 2008) è stato un dirigente d'azienda e conduttore televisivo statunitense, noto per la gestione del casinò Stardust di Las Vegas. Dagli eventi vissuti durante la reggenza del casinò è stato tratto il libro di Nicholas Pileggi Casino: Love and Honor in Las Vegas ed il film di Martin Scorsese Casinò, in cui Rosenthal è interpretato da Robert De Niro e rinominato "Sam Asso Rothstein".

## Biografia
Rosenthal nacque da genitori svedesi-statunitensi e venne adottato in una famiglia ebrea di Chicago: qui egli rinsaldò la sua amicizia con Anthony Spilotro. Scontò diversi arresti per crimini quali gioco d'azzardo e truffe nei confronti dei giocatori.
Da pioniere del gioco d'azzardo moderno, Rosenthal ottenne segretamente l'affidamento dei casinò Stardust, Fremont ed Hacienda quando questi erano controllati dalla mafia italoamericana. Fu il primo ad inserire una sala scommesse all'interno di un casinò, facendo divenire lo Stardust uno dei centri del gioco d'azzardo più gettonati al mondo. Un'altra innovazione che introdusse Rosenthal fu quella di consentire di fare da croupier alle donne; in solo un anno, questo raddoppiò gli incassi dello Stardust.
Nel 1976, quando le autorità scoprirono che Rosenthal stava gestendo i casinò senza la licenza dello stato del Nevada, si tenne un'udienza per decidere se affidargli la licenza o meno. La giuria decise di non dare la licenza a Rosenthal, anche se in seguito riuscì a ingraziarsi il giudice Joseph Pavlikowski (al quale aveva dato un assegno di 2800 $ allo stesso hotel dove aveva lavorato come direttore). Nel 1988, lo stesso Pavlikowski tenterà di inserire il nome di Rosenthal nel libro nero (cosa che avrebbe bandito Rosenthal da ogni casinò del Nevada), riscontrando successo.
Rosenthal si guadagnò il soprannome di "Lefty" (cioè mancino) durante un'udienza di tribunale, in cui si appellò per ben 37 volte al quinto emendamento, anche quando gli venne chiesto se fosse mancino o destrorso.
Rosenthal si sposò con Geraldine McGee: che aveva già una figlia, Robin L. Marmor, da un matrimonio precedente, e che ebbe altri due figli da Frank, Steven e Stephanie. Il matrimonio terminò in divorzio, che Rosenthal attribuì principalmente alla incapacità di McGee di smettere di bere e di assumere droghe. Geri morì nei primi anni ottanta, in seguito ad un'overdose, in un motel (dopo aver lasciato Rosenthal ed avergli rubato un'ingente quantità di denaro). Venne stabilito che la sua morte non era stata volontaria, ma derivata da una combinazione di valium, cocaina e whisky Jack Daniel's.
Rosenthal sopravvisse ad un tentato omicidio avvenuto nel 1982, in cui la sua auto era stata imbottita di tritolo. Dopo il 1982, venne cacciato da Las Vegas (entrerà nel libro nero nel 1988) a causa dei suoi legami con il crimine organizzato. Si ritirò a Laguna Niguel, in California e poi a Boca Raton, in Florida ed infine a Miami, dove continuò a scommettere con successo su eventi sportivi.
Morì il 13 ottobre 2008 all'età di 79 anni per un arresto cardiaco.
Il film Casinò di Martin Scorsese (1995), basato sul libro di Nicholas Pileggi Casino: Love and Honor in Las Vegas, è ispirato alla carriera di Rosenthal a Las Vegas. Rosenthal (rinominato "Sam 'Asso' Rothstein", che tra l'altro è un cognome noto nel giro delle scommesse preso dall'ex criminale Arnold Rothstein) è interpretato da Robert De Niro, mentre il suo amico mafioso Anthony Spilotro (rinominato "Nicky Santoro") è interpretato da Joe Pesci. La storia di Rosenthal è stata proposta anche su True Crime Authors di History Channel.